# Lasioglossum aspratulum
Lasioglossum aspratulum är en biart som beskrevs av Walker 1995. Lasioglossum aspratulum ingår i släktet smalbin, och familjen vägbin. Inga underarter finns listade i Catalogue of Life.

## Bildgalleri

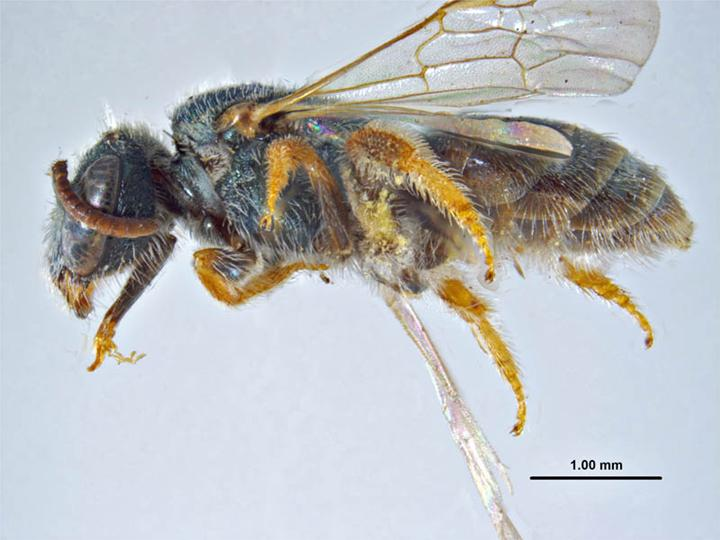
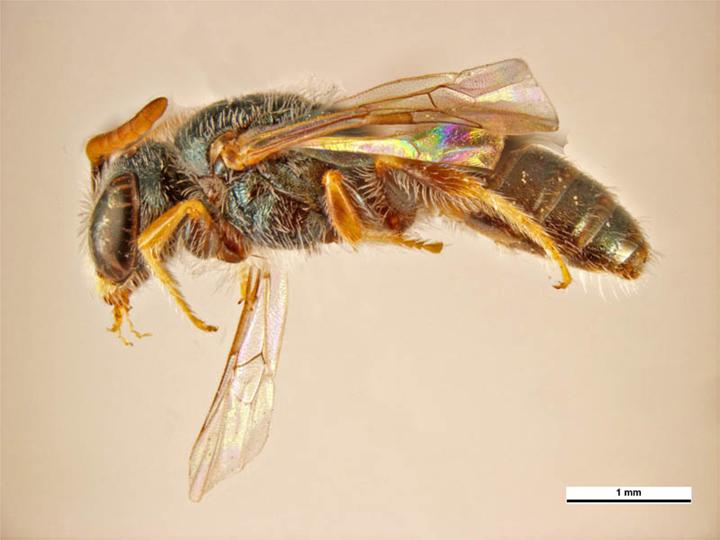